# Arivaldo Silveira Fontes
Arivaldo Siveira Fontes (Riachão do Dantas, 18 de junho de 1923 —  Rio de Janeiro, 30 de abril de 2008) foi um militar, professor e escritor brasileiro. Reformou-se como Coronel na Arma de Infantaria.
Foi sócio-titular do Instituto Histórico e Geográfico Brasileiro, onde exerceu o cargo de Secretário-adjunto da Diretoria e secretário da CEPHAS (Comissão de Estudos e Pesquisas Históricas). Foi também sócio do IGHMB, da AHIMTB (emérito) e do Instituto Histórico e Geográfico do Rio de Janeiro (IHGRJ) (efetivo). No país foi sócio-correspondente dos Institutos Históricos de Sergipe, da Paraíba, da Bahia, do Espírito Santo e do Ceará. No exterior era sócio-correspondente da Academias de Real de História, em Madrid, da Argentina e Nacional (Argentina) e do Instituto Histórico e Geográfico do Uruguai.

## Biografia
Era irmão de Creuza Fontes de Goes (esposa de Horácio Dantas de Goes) e tio da juíza Mirena Goes e do ex-prefeito de Riachão do Dantas, Roberto Goes.
Fez os estudos preparatórios na sua cidade natal e em Aracaju. Completou o ensino secundário na Escola Preparatória de Cadetes de Porto Alegre. Matriculado na Escola Militar de Resende, terminou o curso como aspirante-a-oficial de Infantaria, em 1946. Fez ainda os cursos de foto-informação e técnicas de ensino. Foi aprovado no concurso para o Magistério do Exército, sendo nomeado para o Colégio Militar do Rio de Janeiro.
Seguiu a sua carreira militar no Gabinete do Marechal Henrique Teixeira Lott e continuando a lecionar no Colégio Militar do Rio de Janeiro. Lecionou ainda no Colégio Pedro II. Como escritor, produziu ensaios biográficos de outros sergipanos que exerceram o magistério na antiga Capital Federal e diversos trabalhos de História.

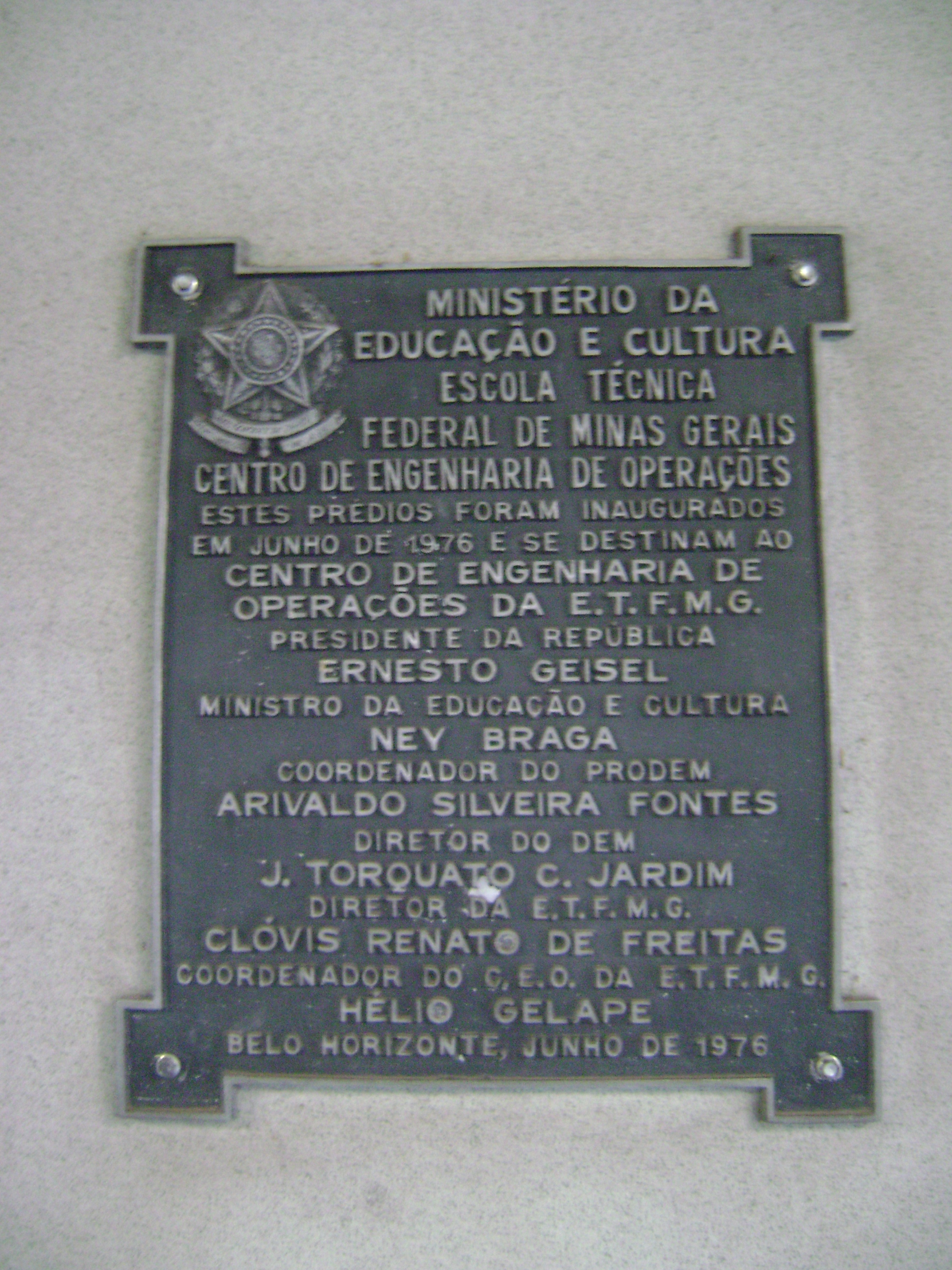
Placa existente no campus II do CEFET-MG com o nome do Coronel Arivaldo Silveira Fontes, coordenador do PRODEM.

Cursou a Universidade do Distrito Federal, concluindo o bacharelato e a licenciatura em Matemática em 1953 e 1954, respectivamente.
Em Sergipe foi Secretário de Segurança Pública (1963-1964), no Governo Seixas Dória e ainda foi convidado a assumir a Secretaria da Educação e Cultura no governo seguinte. 
Foi chefe do Programa de Desenvolvimento do Ensino Médio e Superior de Curta Duração” (PRODEM), vinculado ao então Ministério da Educação e da Cultura, no período compreendido entre os anos de 1973 a 1977 e do Departamento de Assistência à Média e Pequena Indústria (DAMPI), 1979-1980.
No Rio de Janeiro exerceu vários cargos, como o de Diretor Nacional do SENAI (1980-1992), na gestão Albano Franco na CNI. Nos últimos anos de vida, foi Presidente da Fundação Osório (1993-2003), sendo ainda membro do seu Conselho Deliberativo até ao seu falecimento. Foi o responsável pelo soerguimento desta última instituição, após a grave crise financeira por que passou em 1992-1993.

## Publicações
- Breve introdução à História dos Colégios Militares, em colaboração. Rio de Janeiro, 1958;
- Planejamento Educacional. Rio de Janeiro, 1973;
- Vultos do Ensino Militar. Rio de Janeiro, 1991;
- Figuras e fatos de Sergipe. Porto Alegre, 1992.

## Condecorações
- Ordem do Mérito Militar
- Ordem do Mérito Naval
- Ordem de Rio Branco
- Ordem do Mérito do Trabalho
- Medalha Sílvio Romero
- Medalha do Pacificador
- Medalha Anchieta
- Medalha Nilo Peçanha
- Medalha Pedro Ernesto, outorgada pela Câmara Municipal da Cidade do Rio de Janeiro.

## Homenagens
- O edifício das Divisões Administrativa e de Auditoria da Fundação Osório, inaugurado em 2008, recebeu o nome de "Edifício Coronel Fontes" em sua homenagem;
- Na cidade de Riachão do Dantas (SE) há uma escola, na zona rural, batizada com seu nome;
- O auditório do SENAI-AM recebeu o nome de "Auditório Arivaldo Silveira Fontes";
- O SENAI-ES nomeou a sua escola técnica, localizada em Vitória, com o nome de 'Centro de Educação e Tecnologia Arivaldo Fontes'.
- É patrono da cadeira de número 07 da Academia Riachãoense de Letras, Artes e Cultura; ocupada por seu conterrâneo, o historiador e escritor Jeferson Augusto da Cruz.